# Hybosispa nitida
Hybosispa nitida es una especie de insecto coleóptero de la familia Chrysomelidae.
Fue descrita científicamente en 1939 por Uhmann.